# Casa de Richard P. Huger
La Casa de Richard P. Huger también conocida como Casa Brazelton o Casa Huger-Brazelton es una residencia histórica ubicada en el 1901 de Wilmer Avenue en Anniston, Alabama, Estados Unidos.

## Historia
fue construida en 1888 en estilo neoclásico, pero con influencia del estilo shingle. Se atribuye localmente al arquitecto William H. Wood. Se consideró "importante por su asociación con el Dr. Richard P. Huger, que fue el primer médico en ejercer en Anniston y que sirvió dos mandatos como alcalde de la ciudad desde 1887-1891". Es una de las pocas casas que sobreviven "de calidad" del auge de la construcción de Anniston en la década de 1880.
Fue incluida en el Registro Nacional de Lugares Históricos en 1985.